# Encope emarginata
Encope emarginata är en sjöborreart som först beskrevs av Nathanael Gottfried Leske 1778.  Encope emarginata ingår i släktet Encope och familjen Mellitidae. Inga underarter finns listade i Catalogue of Life.